# Машело (Напуљ)
Машело је насеље у Италији у округу Напуљ, региону Кампанија.
Према процени из 2011. у насељу је живело 150 становника. Насеље се налази на надморској висини од 41 м.